# Chantal Guittet
Pour les articles homonymes, voir Guittet.
Chantal Guittet, née le 12 mars 1955 à Oran (Algérie), est députée du Finistère de 2012 à 2017.

## Biographie

### Études et emploi
Diplômée en économie-gestion et en science politique, elle travaille dans l’Éducation nationale, d’abord dans le secondaire, puis dans le supérieur. Enseignante à l’université de Versailles-Saint-Quentin-en-Yvelines, elle rejoint, en 1992, l'université de Bretagne occidentale.

### Parcours politique
Militante au parti socialiste depuis 1983, elle a exercé les fonctions de secrétaire de la section des Abers (Nord Finistère) puis déléguée de la 5e circonscription du Finistère. Elle se présente pour la première fois comme candidate aux élections législatives de 2007 dans la cinquième circonscription du Finistère. Dans ces terres traditionnellement ancrées à droite, elle réussit à contraindre le député sortant Jacques Le Guen à un second tour.
En 2008, elle est élue conseillère municipale sur la liste « l’Union pour Le Relecq-Kerhuon ». Elle exerce également les fonctions de conseillère communautaire de Brest Métropole Océane chargée de la formation. Elle devient, en cours de mandat, adjointe au maire chargée des affaires sociales.
Élue avec 57,10 % des voix au second tour le 17 juin 2012, elle est la première femme et députée de gauche élue dans cette cinquième circonscription du Finistère depuis les débuts de la Ve République. Opposée au cumul des mandats, elle met fin à ses fonctions d’adjointe du Relecq-Kerhuon peu après son élection au Palais-Bourbon. Elle reste cependant conseillère municipale et est réélue en 2014.

### Députée
À l’Assemblée nationale, Chantal Guittet est membre du groupe SRC (socialiste, radical et citoyen) et siège à la Commission des Affaires étrangères. Elle est présidente du groupe d'amitié France-Russie.
En 2013, face à la menace d'une fermeture des abattoirs de l'entreprise GAD, elle s'engage aux côtés des salariés pour lutter contre la fermeture du site. Face à la décision du tribunal de commerce de Rennes qui conduit à la fermeture du site de Lampaul-Guimiliau, elle poursuit son engagement pour accompagner les salariés et obtenir des garanties quant à leur reclassement,. À la suite des déclarations d'Emmanuel Macron qualifiant les salariés de GAD d'"illettrés" Chantal Guittet demande des excuses au Ministre de l'Économie aux côtés d'Olivier Le Bras. 
Avec son collègue Gilles Savary, elle formule une proposition de loi visant à lutter contre la concurrence sociale déloyale et en particulier sur la fraude au détachement des travailleurs,. Elle obtient un durcissement de la législation lors de l'adoption de la proposition le 10 juillet 2014.
En décembre 2015, elle se prononce en faveur d'un amendement sur la lutte contre l'évasion fiscale des entreprises, contre l'avis du gouvernement.
En janvier 2016, Chantal Guittet s'oppose à l'inscription de la déchéance de nationalité pour les binationaux dans la Constitution. Lors du débat sur la Loi Travail, opposée à l'inversion de la hiérarchie des normes notamment, elle critique fortement le projet du gouvernement évoquant de "graves régression". Interrogée sur la chaîne Tébéo, elle dénonce un "passage en force" lorsque le Premier Ministre, Manuel Valls utilise l'article 49 alinéa 3 de la Constitution pour imposer le texte sans vote.  
Le 29 janvier 2016, Chantal Guittet est chargée par le Premier Ministre d'une mission sur la pérennisation du financement de la Société Nationale de Sauvetage en Mer (SNSM). Le 7 juillet 2016, elle remet son rapport à Alain Vidalies, Secrétaire d'État chargé des Transports, de la Mer et de la Pêche. Le rapport préconise notamment une augmentation des financements de l'État. Il est salué par le Président de la SNSM, Xavier de la Gorce. 
Elle est également l'auteure d'une proposition de loi visant à instaurer une dérogation aux délais de paiement interentreprises pour les activités de « grand export », en cours de discussion au Parlement. Ce texte a été adopté à l'unanimité en première lecture à l'Assemblée nationale.
Le 28 septembre 2016, elle défend un amendement visant à instaurer l'obligation de fournir un casier judiciaire vierge pour se porter candidat à une élection. À la suite du rejet de cet amendement, elle cosigne le 7 décembre 2016, une proposition de loi dans ce sens.
Après la victoire de Benoît Hamon à la primaire citoyenne de 2017, elle est nommée responsable thématique « Biodiversité » de sa campagne présidentielle,.
Lors des élections législatives de 2017, elle est battue au premier tour avec 14,97% des voix et ne peut se maintenir pour le second tour.